# هبه زقوت
هبه زقوت (زاده ۱۹۸۴ - درگذشته ۱۳ اکتبر ۲۰۲۳) معلم و هنرمند فلسطینی ساکن در نوار غزه بود.

## زندگی
هبه زقوت در سال ۱۹۸۴ در غزه به دنیا آمد. او طراحی گرافیک را در کالج آموزشی غزه خواند و در سال ۲۰۰۷ در رشته هنرهای زیبا از دانشگاه الاقصی فارغ التحصیل شد. او که معلم مدرسه دولتی بود، در نمایشگاه های هنری داخلی و خارجی شرکت کرد. در سال ۲۰۲۱ زقوت یک نمایشگاه انفرادی با عنوان "فرزندان من در قرنطینه" برگزار کرده بود. زقوت در نوامبر ۲۰۲۱ در نمایشگاه "از سنگ تا دریا" که توسط دار قندیل برای هنر و فرهنگ در طولکرم برگزار شد، شرکت کرد.
زقوت در ۱۳ اکتبر ۲۰۲۳ درگذشت. او و دو پسر خردسالش در جریان بمباران اسرائیل کشته شدند.